# Suave patria
Suave patria es una película cómica de aventura y acción mexicana lanzada en 2012, dirigida por Francisco Javier Padilla y protagonizada 

## Sinopsis
Oscar y Arturo son dos actores sin fortuna que sobreviven al desempleo con una rutina callejera, en donde uno representa al ladrón y el otro al policía. Gracias a este performance son "contratados" para jugarle una peligrosa broma a un alto ejecutivo; aunque en realidad se trata de una trampa que los llevará a ser perseguidos por el comandante Narváez, quien bajo las órdenes de un viejo truhan tratará de inculparlos de secuestro. Ahora, nuestros héroes deberán enfrentar el engaño, encontrar el amor y castigar al mal.

## Elenco
- Omar Chaparro como Óscar Alvidrez.
- Adrián Uribe como Arturo Ordóñez.
- Héctor Suárez como Comandante Porfirio Narváez.
- Karla Souza como Roxana Robledo.
- Zamia Fandiño como Raquel.
- José Carlos Ruiz como Jerónimo Negrete.
- Luis Felipe Tovar como Narrador ¨Cuauhtémoc¨.
- Mario Iván Martínez como Mauricio Tavarez.
- Emilio Guerrero como Don Antonio Robledo.
- Mario Zaragoza como Gustavo Solís.
- Héctor Jiménez como Pánfilo.
- Pilar Ixquid Mata como Regina de Robledo.
- Mauricio Castillo como Manuel.